# Liste fraktionsloser Mitglieder des 10. Europäischen Parlaments
Die Liste fraktionsloser Mitglieder des 10. Europäischen Parlaments enthält die Abgeordneten, die in der 10. Wahlperiode von 2024 bis 2029 zumindest übergangsweise nicht einer der Fraktionen des Europäischen Parlaments angehören.
Das bei der Europawahl 2024 gewählte Parlament trat am 16. Juli 2024 erstmals zusammen. 30 Abgeordnete haben sich Stand 25. März 2025 keiner Fraktion angeschlossen:
| Land         | Partei                                          | Europäische Partei          | Sitze | MdEP                                                                                        | Anmerkung |
| ------------ | ----------------------------------------------- | --------------------------- | ----- | ------------------------------------------------------------------------------------------- | --- |
| Deutschland  | Alternative für Deutschland (AfD)               | ESN                         | –     | Maximilian Krah, Volker Schnurrbusch                                                        | Krah nicht in ESN-Fraktion aufgenommen, bis 24. März 2025; Schnurrbusch Nachrücker ab 4. April 2025, ab 8. Mai 2025 in ESN-Fraktion |
| Deutschland  | Bündnis Sahra Wagenknecht (BSW)                 | –                           | 5     | Fabio De Masi, Ruth Firmenich, Thomas Geisel, Michael von der Schulenburg, Jan-Peter Warnke | |
| Deutschland  | –                                               | –                           | 1     | Friedrich Pürner                                                                            | bis 6. Februar 2025 BSW |
| Deutschland  | Die PARTEI                                      | –                           | 2     | Martin Sonneborn, Sibylle Berg                                                              | |
| Deutschland  | Partei des Fortschritts (PdF)                   | –                           | 1     | Lukas Sieper                                                                                | |
| Bulgarien    | Dviženie za Prava i Svobodi                     | –                           | 2     | Elena Jontschewa, Taner Kabilow                                                             | seit 23. Dezember 2024, zuvor Renew                                                                                                 |
| Frankreich   | –                                               | –                           | 1     | Malika Sorel                                                                                | seit 19. April 2025, zuvor PfE-Fraktion                                                                                             |
| Griechenland | Kommunistische Partei Griechenlands (KKE)       | ECA                         | 2     | Lefteris Nikolaou-Alavanos, Konstantinos Papadakis                                          | |
| Griechenland | Plefsi Eleftherias                              | –                           | 1     | Maria Zacharia                                                                              | |
| Griechenland | Dimokratiko Patriotiko Kinima - NIKI            | –                           | 1     | Nikos Anadiotis                                                                             | |
| Luxemburg    | Alternativ Demokratesch Reformpartei            | EKR                         | 1     | Fernand Kartheiser                                                                          | seit 4. Juni 2025, zuvor EKR-Fraktion                                                                                               |
| Polen        | Ruch Narodowy                                   | –                           | –     | Anna Bryłka, Tomasz Buczek                                                                  | Gewählt über Parteienbündnis Konfederacja Wolność i Niepodległość; am 1. Oktober 2024 PfE-Fraktion beigetreten.                     |
| Polen        | Konfederacja Korony Polskiej                    | –                           | 1     | Grzegorz Braun                                                                              | Gewählt über Parteienbündnis Konfederacja Wolność i Niepodległość                                                                   |
| Rumänien     | SOS Romania                                     | –                           | 2     | Diana Iovanovici Șoșoacă, Luis Lazarus                                                      | |
| Slowakei     | Smer – slovenská sociálna demokracia (Smer-SSD) | –                           | 5     | Monika Beňová, Ľuboš Blaha, Erik Kaliňák, Judita Laššáková, Katarína Neveďalová             | |
| Slowakei     | Hlas – sociálna demokracia                      | –                           | 1     | Branislav Ondruš                                                                            | |
| Slowakei     | Hnutie Republika                                | –                           | –     | Milan Mazurek                                                                               | am 22. Januar 2025 ESN-Fraktion beigetreten.                                                                                        |
| Spanien      | Se Acabó La Fiesta                              | –                           | –     | Nora Junco García, Diego Solier                                                             | am 18. Dezember 2024 EKR-Fraktion beigetreten.                                                                                      |
| Spanien      | Se Acabó La Fiesta                              | –                           | 1     | Alvise Pérez                                                                                | Nicht in EKR aufgenommen |
| Tschechien   | Komunistická strana Čech a Moravy (KSČM)        | EL (individuelles Mitglied) | 1     | Kateřina Konečná                                                                            | Gewählt über die Liste Stačilo! |
| Tschechien   | –                                               | ECPP                        | 1     | Ondřej Dostál                                                                               | Gewählt über die Liste Stačilo! |
| Zypern       | –                                               | –                           | 1     | Fidias Panayiotou                                                                           | |